# 加藤景雲
加藤 景雲（かとう けいうん、1875年 - 1943年）は、明治時代から昭和時代初期に活躍した彫刻家である。高村光雲の弟子であり、木彫の鬼才と言われた。岡倉天心を会頭とした日本彫刻会を立ち上げた6人の初期メンバーの一人である。近代彫刻の発展に尽力した。

## 生涯
1875年（明治8年）5月9日、宮大工 加藤惣太郎の次男として、島根県安来市荒島町に生まれる。本名は喜次郎。小学校を卒業すると家業の宮大工を習い、建築彫刻、寺社彫刻を学ぶ。
18歳の時八幡町の欄間に龍を彫って評判を取る。
1895年（明治28年）米原雲海の勧めで上京し、高村光雲のもとで5年間修行する。光雲塾における木彫手本の模写は常に満点であったと伝えられる。
のちに山崎朝雲と共同で自炊生活を行った。
1900年（明治33年）東京彫工会展審査員となる。同年、パリ万国博覧会に『農夫』を出品。1907年（明治40年）岡倉天心の指導のもと、日本で最初の本格的彫刻団体「日本彫刻会」を米原雲海、山崎朝雲、平櫛田中、森鳳聲、滝澤天友とともに立ち上げ、1908年（明治41年）に第一回展を行う。
1932年（昭和7年）高野山壇上伽藍金堂「阿閦如来」を高村光雲とともに制作。
1943年（昭和18年）5月9日死去。

## エピソード
景雲は文学や歴史など学問にも精通しており、歴史や神話を題材に作品を作ることが多かった。そして修行をしてる間、師匠である高村光雲の息子、高村光太郎に学問の知識を教えていたという。